# فیونا شو
فیونا شو (انگلیسی: Fiona Shaw؛ زاده ۱۰ ژوئیهٔ ۱۹۵۸) هنرپیشه و کارگردان تئاتر و اپرای اهل ایرلند است. وی از سال ۱۹۸۳ میلادی تا کنون مشغول فعالیت بوده‌است.
از فیلم‌هایی که وی در آن نقش داشته‌است، می‌توان به هری پاتر و محفل ققنوس، هری پاتر و تالار اسرار، هری پاتر و سنگ جادو، هری پاتر و زندانی آزکابان، هری پاتر و یادگاران مرگ - قسمت اول، شکست، درخت زندگی، کوکب سیاه، پای چپ من و آنا کارنینا، جین ایر، فلیبگ، بگیر و رها کن، بلوز مخفی و دوریان گری وخانم ویلسون اشاره کرد.
در سری هری پاتر وی نقش پتونیا دورسلی را بازی می‌کرد.
شو علناً همجنسگرا است. وی در سال ۲۰۱۸ با سونالی درانیاگالا، محقق و خاطره نویس سریلانکایی ازدواج کرد.